# Esdras Edzardus
Esdras Edzardus (auch Edzard oder falsch Edzardi) (* 28. Juni 1629 in Hamburg; † 1. Januar 1708 ebenda) war ein deutscher Orientalist, Privatgelehrter und Aktivist der Judenmission.

## Leben
Edzardus war Sohn eines lutherischen Pastors in Hamburg. Nach seiner Schulausbildung am Hamburger Johanneum und dem dortigen Gymnasium studierte er ab 1647 für insgesamt 10 Jahre Theologie und orientalische Sprachen, unter anderem in Leipzig und Wittenberg. Er eignete sich auch Wissen über das Judentum und den Talmud an. 1656 wurde er in Rostock Lizentiat der Theologie.
Nach Hamburg zurückgekehrt entschloss sich Edzardus, kein kirchliches Amt anzunehmen, sondern von seinem Vermögen lebend als Privatgelehrter zu wirken.
Er unterrichtete Christen unentgeltlich in Hebräisch und Jüdischer Literatur. Darin genoss er einen so guten Ruf, dass andere Orientalisten ihre Schüler zu ihm schickten. Einer seiner Studenten war August Hermann Francke. Seine Haupttätigkeit war aber die Mission für den lutherischen Glauben besonders unter den Juden. 1667 errichtet er eine „Proselytenanstalt“. Seine Judenmission wurde von ihm und Anhängern privat initiiert, konnte aber auf die Unterstützung der hamburgischen Geistlichkeit und der Bürger bauen. Später stiftete er, zum Teil aus seinem Privatvermögen, eine Kasse zur Unterstützung der Konvertiten, die durch Spenden aufgestockt wurde. Bis zu seinem Tod wurden 148 Juden getauft, meist jedoch nicht aus der Hamburger Gemeinde.
Edzardus wurde von den lutherischen Pastoren, die teilweise antijudaistisch waren, unterstützt. Für die jüdischen Gemeinden stellte seine Missionstätigkeit eine zusätzliche Bedrohung in einer ohnehin schwierigen Situation dar. Die Konversion von Jugendlichen führte mehrmals zu Konflikten mit den Hamburger Juden.
Seine Söhne führten seine Missionstätigkeit teils auch außerhalb Hamburgs weiter. Die Proselytenanstalt besteht bis heute. Sie wurde zunächst von Sebastian und Georg Elieser Edzardus weitergeführt und 1761 umstrukturiert mit einem Vorstand aus Geistlichen und Professoren. Ihre Aufgabe bestand im 19. Jahrhundert vornehmlich in der Vermittlung christlicher Inhalte an Konvertiten. 1942 wurde die Stiftung aufgelöst, aber schon 1945 wieder errichtet. Heute unterstützt die Edzardi-Stiftung Christen in Israel.